# 吉野梅郷

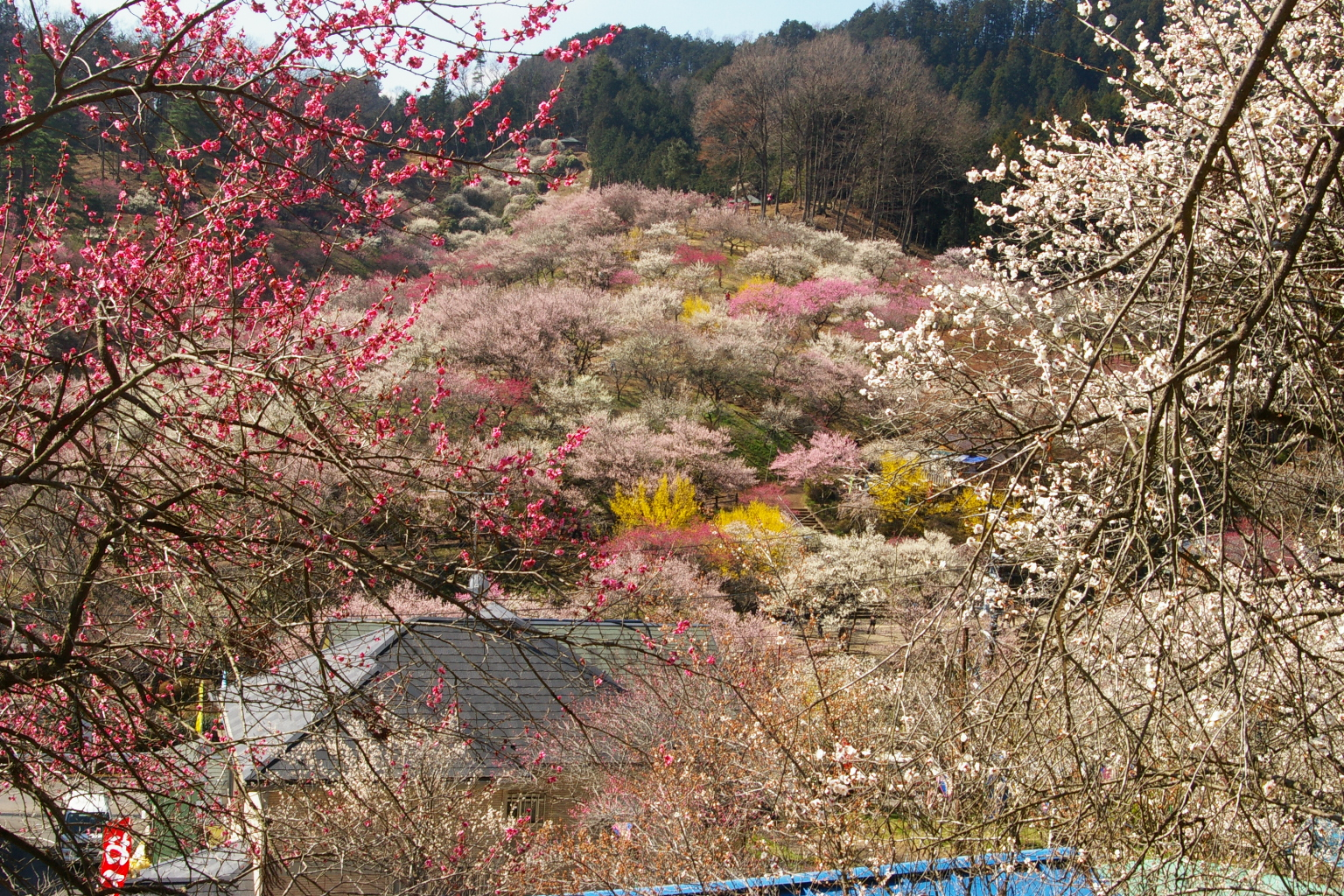
吉野梅郷の中心、青梅市梅の公園

吉野梅郷（よしのばいごう）は、東京都青梅市にある梅園。2014年に全ての梅の木が伐採されるまでは、関東地方で有数の観梅の名所であった。

## 概要
青梅市中心部の西部に位置する日の出山から東に伸びる丘陵と、多摩川とに挟まれる長さ4キロメートルほどの地域に25,000本の梅が植えられていた。近隣には青梅市梅の公園（後述）のほか、個人の梅園も多く点在する。
東京都内ではあるが、都心部より標高がやや高いほか、丘陵の北面に位置するため、見ごろを迎えるのは都心部より遅い。
2009年4月に、植物防疫法の法令検疫対象であるプラムポックスウイルスの感染が梅の木としては世界で初めて確認され、2010年に123本が伐採された。その後も調査で見つかった感染木をその都度、処理していたが、2013年11月に農林水産省が「プラムポックスウイルスの緊急防除に関する省令」を改正したことにより、感染木の周囲の木も伐採するように定められた。これを受け、一般の入園は2014年4月3日に終了し、翌4月4日から5月30日までの間に園内に植生する梅の木1,266本を全て伐採した。梅を植樹するにあたっては、この伐採から3年間に付近で新たな感染が無いことが条件となっている。
梅の里再生を目指すため、2015年にNPO法人「青梅吉野梅郷梅の里未来プロジェクト」が設立された。

## 主な施設
- 青梅市梅の公園

梅郷の東南端に位置する。120品種、1,500本の梅が植えられていたが、青梅市がプラムポックスウイルスの防除に失敗したため梅は全て伐採された。
公園は青梅市が1972年に整備した。入園料は無料だが、開花期（おおむね3月中）のみ有料となる。
- 青梅きもの博物館
- 吉川英治記念館

## イベント
毎年2月下旬から3月31日まで「梅祭り」が開かれていたが、梅の木がすべて伐採されてしまったため、2015年は「吉野梅郷花まつり」と名称を変更している。様々なイベントが催されるが、その中でも3月中旬の日曜日が最も賑やかで、周辺の家々が露店を出したり、日向和田駅と吉野街道を結ぶ道路（都道199号）を練り歩くイベントがある。2016年は「梅の里再生まつり」として、巨大モザイクアートの展示やパレードが行われ、グルメマルシェも開かれた。

## 交通
- 鉄道
  - JR青梅線日向和田駅下車 徒歩約15分。
    - 日向和田駅から二俣尾駅まで遊歩道が整備されている。
- 路線バス
  - JR青梅線青梅駅から都営バス 吉野梅林バス停下車。